# John Lydon

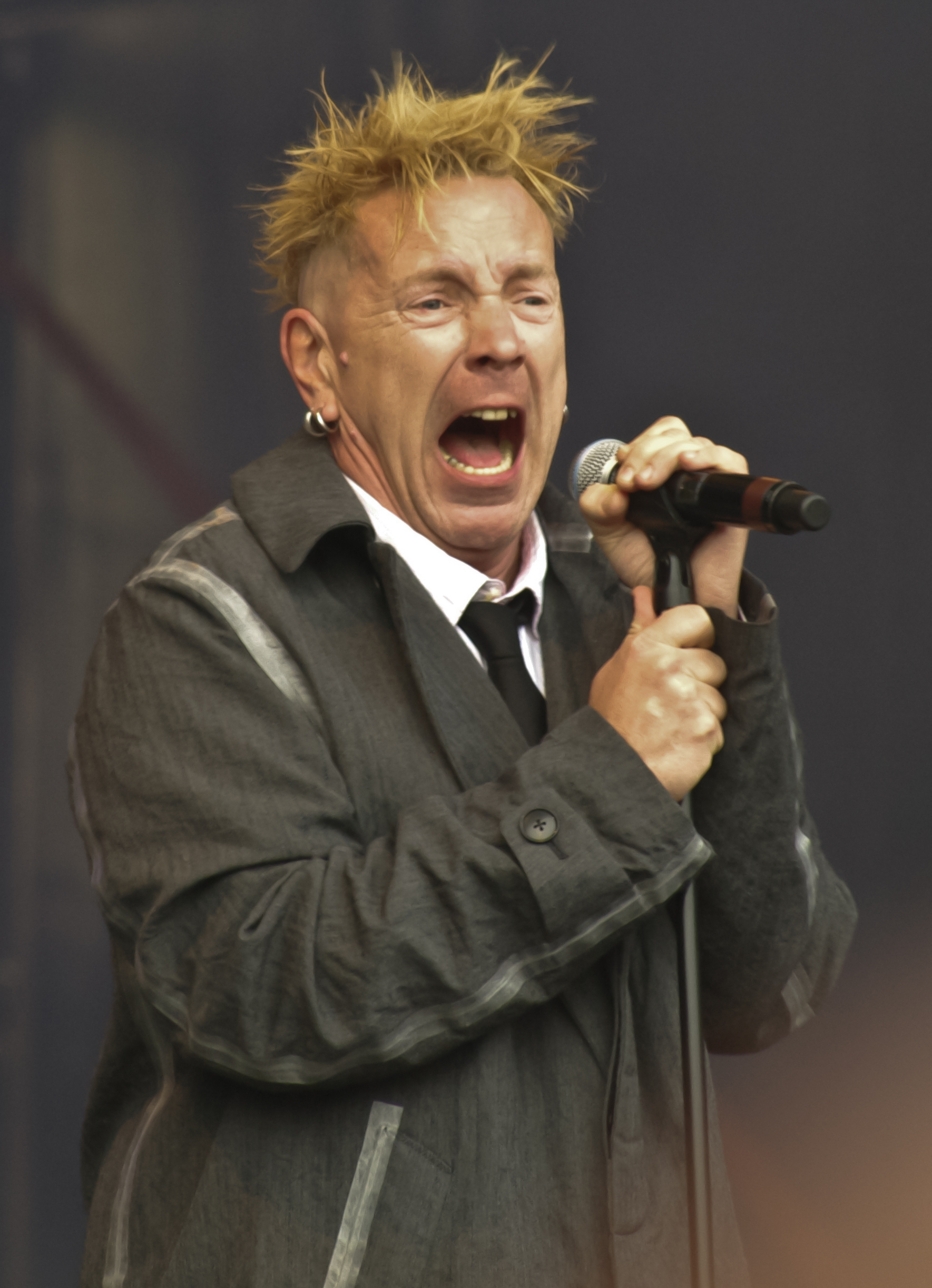
John Lydon (2010)

John Joseph Lydon (Künstlername Johnny Rotten; * 31. Januar 1956 in London) ist ein britischer Sänger. Ab 1976 wurde er einem größeren Publikum bekannt als Mitglied der skandalträchtigen englischen Punkband Sex Pistols. Nach deren Auflösung 1978 gründete er das experimentelle Post-Punk-Musikprojekt Public Image Ltd.

## Kindheit und Jugend
John Lydon wurde als Sohn eines irischen Einwanderers geboren. Er ging von 1961 bis 1967 in der katholischen Our Lady of the Sacred Heart Primary School in Islington zur Grundschule. 1964 erkrankte er an Meningitis und musste drei Monate lang im Whittington Hospital in Islington stationär behandelt werden. Aufgrund der Meningitis lag er sieben Monate im Koma. Die Hirnhautentzündung löste bei ihm Symptome wie Halluzinationen und Alpträume aus. Nach dem Erwachen aus dem Koma erkannte Lydon seine Umwelt nicht mehr. Als Spätfolge behielt Lydon eine Skoliose und eine leichte Sehstörung zurück, die sich in Kurzsichtigkeit und seinem charakteristischen Starren äußert.
Bis zu seinem 15. Lebensjahr besuchte Lydon die katholische St.William of York Secondary School, wurde aber nach einer Auseinandersetzung mit seinem Englischlehrer im Dezember 1971 der Schule verwiesen. Nach Intervention der Eltern beim Schulträger, dem Londoner Bischof, durfte Lydon erfolgreich an den Abschlussprüfungen zur Mittleren Reife teilnehmen. Seine Erfahrungen mit dem konfessionellen Schulsystem machten Lydon zum erbitterten Gegner organisierter Religion, was er auch in Songtexten zum Ausdruck brachte. Um die Allgemeine Hochschulreife (Advanced Level) zu erreichen, ging Lydon von 1972 bis 1974 auf das Hackney Technical College in Hackney, wo er seinen späteren Bandkollegen Sid Vicious kennenlernte. Wegen unregelmäßiger Teilnahme am Unterricht wechselte Lydon 1974 auf das Kingsway College in Camden, wo er wiederum seinen späteren Bandkollegen Jah Wobble traf. Lydon ging vor den Sommerferien 1975 von der Schule ab.

## Werk

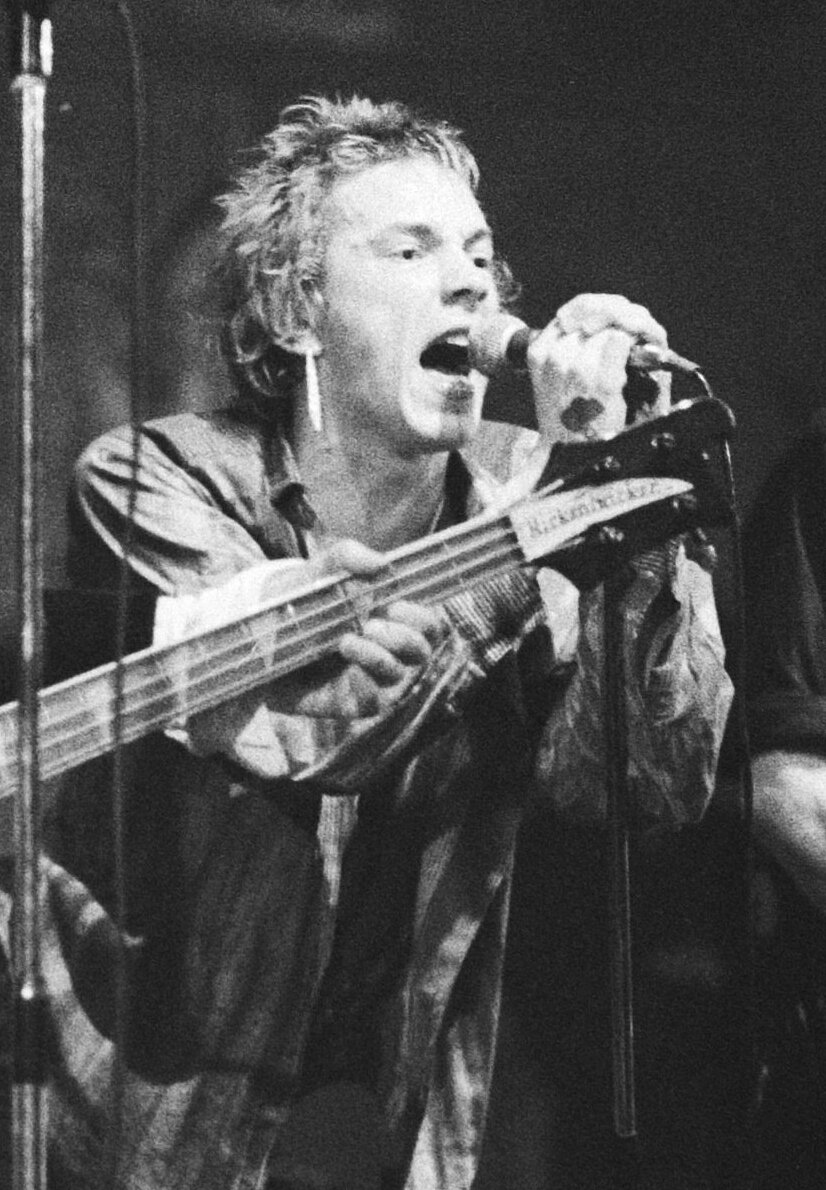
John Lydon (1977)

John Lydon wurde in den späten 1970ern zu einem Protagonisten der Punkbewegung. Die Popularität Lydons gründet auf seiner Rolle als Johnny Rotten, die er von 1975 bis 1978 als Sänger und Autor der Sex Pistols ausfüllte. Seine zynischen Songtexte für die Band (darunter Anarchy in the U. K. und God Save the Queen), sein provokantes Aussehen und seine wilden Bühnenauftritte voll unkontrolliertem Gebrüll und Publikumsbeschimpfungen machten ihn bald zu einer berühmten Figur des Punkrock. Malcolm McLaren, der Manager der Sex Pistols, sagte einmal über ihn: „Er kam in meinen Laden mit grünen kurzrasierten Haaren und einem zerrissenen Pink-Floyd-T-Shirt, über das er eigenhändig ›I Hate‹ gekritzelt hatte. Er konnte überhaupt nicht singen, aber er besaß genug Aggression, um Sänger der Sex Pistols zu werden“. Nachdem er sich allerdings mit McLaren komplett zerstritten hatte und sein bester Freund Sid Vicious dem Heroin verfallen war, verließ er frustriert die Band. Kurze Zeit, nachdem Sid Vicious gestorben war, versuchten es Paul Cook und Steve Jones noch einige Zeit ohne Lydon als Sex Pistols. Im Jahr 1980 löste sich die Gruppe endgültig auf.
Im Jahr 1978 gründete Lydon, zunächst mit Keith Levene und Jah Wobble, das Musikprojekt Public Image Ltd (PiL), das sich neben Dub mit experimentellen Klängen beschäftigt und der Stilrichtung Post-Punk zugerechnet wird. Von 1999 bis 2000 moderierte Lydon insgesamt drei Folgen von Rotten TV beim amerikanischen Musiksender VH1. 2004 war Lydon in der britischen Version der Fernsehshow Ich bin ein Star – Holt mich hier raus! zu sehen. Neben seiner musikalischen Tätigkeit ist John Lydon seit mehreren Jahrzehnten als bildender Künstler tätig und hat unter anderem mehrere Umschlaghüllen seiner Alben selbst gestaltet. Von Oktober bis November 2021 nahm Lydon als Jester an der sechsten Staffel der US-amerikanischen Version von The Masked Singer teil, in der er den achten von insgesamt 16 Plätzen belegte.

### Musik
- mit den Sex Pistols siehe dort
- 1986: The Lydons and the O’Donnells – Family Album (Produzent)[9]
- 1997: Psycho’s Path[10]
- mit PiL: siehe Public Image Ltd#Diskografie

### Film
- 1983: Copkiller
- 2011: Sons of Norway (Gastrolle)

### Schriften
- Dave Thomas: Johnny Rotten In His Own Words. Omnibus Press, 1988.
- John Lydon, Keith Zimmerman, Kent Zimmerman: Johnny Rotten – No Irish, No Blacks, No Dogs. Die autorisierte Autobiographie. Mein Leben mit den Sex Pistols. Hannibal, Höfen 1995, ISBN 3-85445-102-4 (britisches Englisch: Rotten – No Irish, No Blacks, No Dogs. 1994. Originalausgabe: Hodder & Stoughton, ISBN 0-450-60182-X).
- John Lydon: Mr. Rotten’s Scrapbook. Concert Live Ltd., 2010
- John Lydon mit Andrew Perry: Anger is an Energy – mein Leben unzensiert. Heyne, München 2015, ISBN 978-3-453-26977-4.

## Politische Einstellung

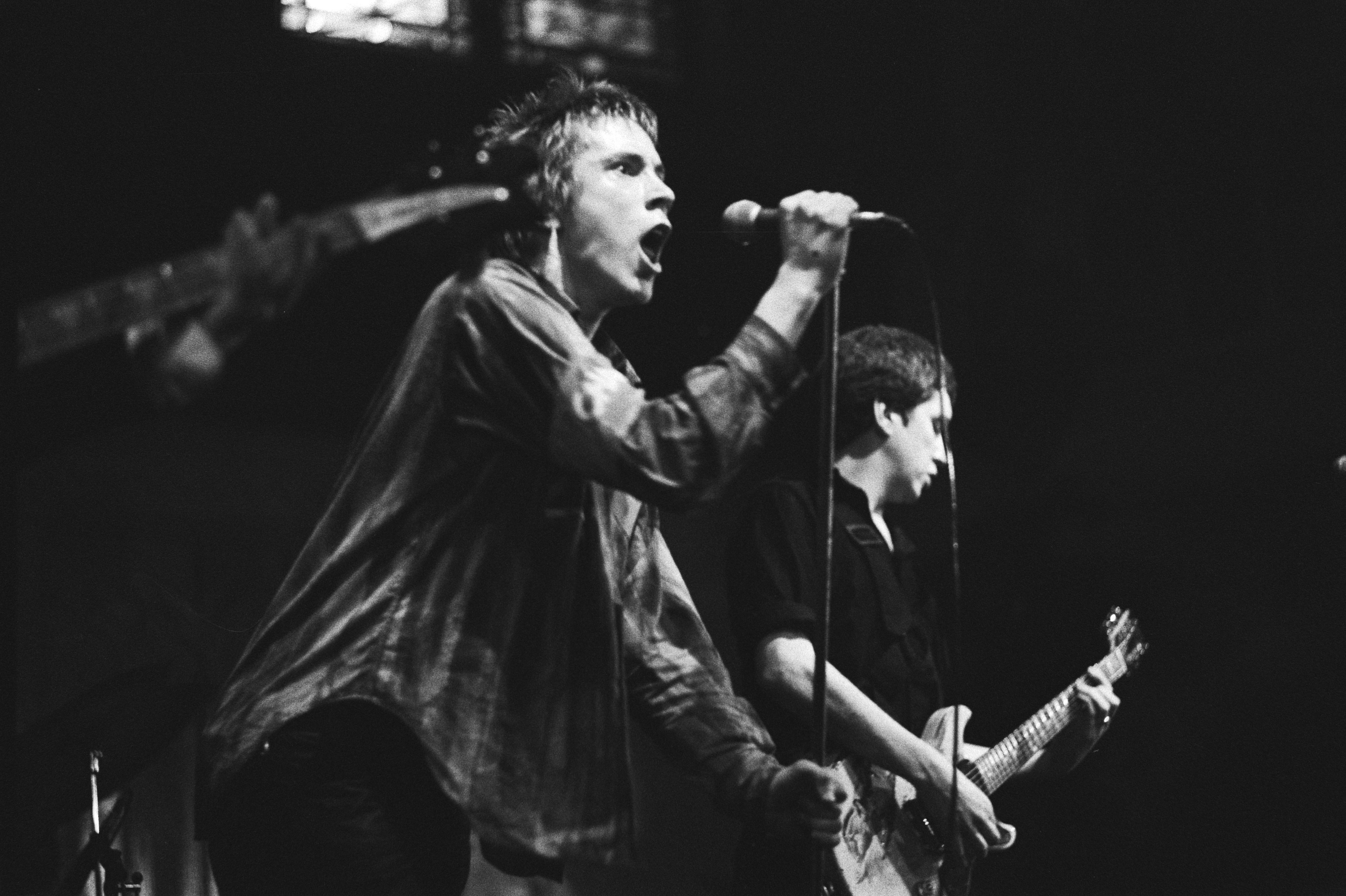
Lydon 1977 mit den Sex Pistols

John Lydon äußerte sich in der Vergangenheit wiederholt kontrovers zu politischen Themengebieten. Aufgrund des Images der Sex Pistols wurde Lydon oft als Anarchist bezeichnet, eine Bezeichnung, die er jedoch mittlerweile entschieden ablehnt. Der anarchistischen Bewegung warf er Uniformität, Anachronismus und Doppelmoral vor und bezeichnete sie als „nettes Hobby der Mittelklasse“. Er kritisierte sowohl Konservatismus als auch Sozialismus, obgleich er scharfer Gegner der Klassengesellschaft ist, und stand in der Vergangenheit sowohl Margaret Thatcher als auch Tony Blair ablehnend gegenüber. Er lehnte sowohl das britische als auch das US-amerikanische Zweiparteiensystem ab und bezeichnete George W. Bush als den vorstellbar schlimmsten US-Präsidenten. Im Gegenzug dazu favorisierte Lydon liberale Politik, steht der Europäischen Union positiv gegenüber, unterstützte aber auch die Politik der Gewerkschaften und äußerte sich positiv über Arthur Scargill, dessen kommunistische Tendenzen er allerdings ablehnte. Er ist ein Bewunderer Mahatma Gandhis, vertritt Anti-Kriegs-Positionen und lehnt jedwede Religion als überkommenes Konzept ab. Er äußerte sich mehrmals zwiespältig zum britischen Königshaus: So nannte er die Vorfahren der Windsors in seiner Autobiografie eine „mittelalterliche Mafia“; in neueren Interviews steht er der Königsfamilie jedoch positiver gegenüber, da sie als Teil der britischen Kultur zu betrachten sei. Lydon fasst die britische Kultur als internationalistisch und multikulturell auf und verstand sich als Gegner von Nationalismus, Isolationismus und Rassismus, da er seine eigene Herkunft im Melting Pot der britischen Vorstädte sieht. Zudem setzt Lydon sich für Umwelt- und Tierschutz ein und unterstützt die World Society for the Protection of Animals sowie Save Our Seas.
Lydon vertritt einen radikalen Individualismus und lehnt es aus diesem Grunde auch ab, sich als Punk bezeichnen zu lassen.
2006 äußerte er öffentlich Sympathien für den britischen Politiker Enoch Powell.
2008 behauptete Kele Okereke, Sänger der Band Bloc Party, durch Lydon und Mitglieder seiner Entourage rassistisch beschimpft und angegriffen worden zu sein. Der Vorfall führte zu Schlagzeilen in der britischen Presse, sodass Lydon bei einem Fernsehinterview öffentlich erklären musste, kein Rassist zu sein.
Ende März 2017 zeigte John Lydon im britischen Frühstücksfernsehen Good Morning Britain Verständnis für die Wähler von Donald Trump, den Brexit und Nigel Farage.
Am 11. Oktober 2020 wurde im Guardian ein Interview von Barbara Ellen mit John Lydon veröffentlicht, in dem er sich als Unterstützer Donald Trumps positionierte.

## Observierung durch Polizei und Geheimdienste
1997 machte der ehemalige Geheimdienstmitarbeiter David Shayler öffentlich, dass der MI5 unter dem allgemeinen Vorgang „Subversion in moderner Musik“ unter anderem auch die Sex Pistols observiert hatte. Auch die US-Tour der Sex Pistols im Januar 1978 soll nach unbestätigten Zeitungsberichten vom FBI observiert worden sein.
1980 wurde John Lydon wiederholt zum Ziel von Hausdurchsuchungen der Polizei, was ihn 1981 zum Verlassen des Landes veranlasste. Im Oktober 1980 wurde Lydon in Dublin wegen Körperverletzung verhaftet und verbrachte drei Tage in Untersuchungshaft im Mountjoy-Gefängnis, die verhängte Haftstrafe von drei Monaten wurde jedoch auf Kaution außer Vollzug gesetzt und in einer Revisionsverhandlung im Dezember 1980 aufgehoben. In seiner Autobiografie behauptete Lydon später, der Vorfall sei von einem Zivilpolizisten provoziert worden.

## Familie und Privatleben

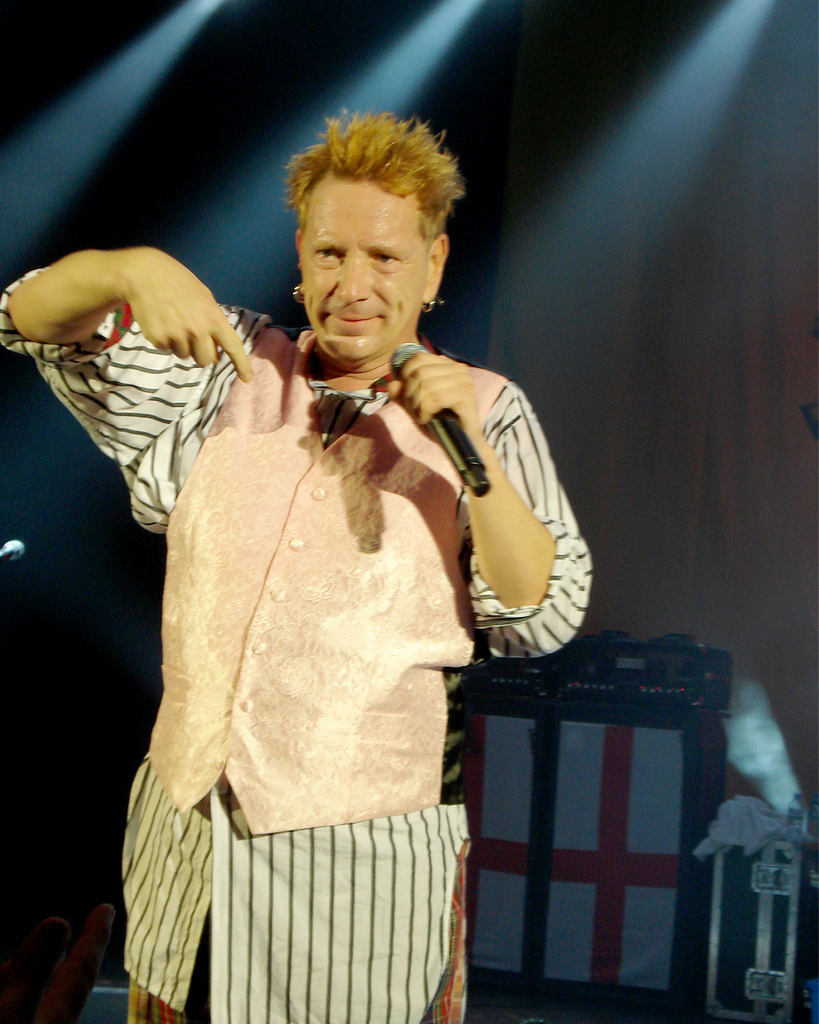
John Lydon (2008)

John Lydons Eltern waren irische Gastarbeiter, die in den 1950er Jahren nach England kamen. Sein Vater John Christopher Lydon stammte aus Tuam und arbeitete als Fahrer und Kranführer für William Press & Son, Ltd. Er starb am 25. Januar 2008 an einem Herzinfarkt. Lydons Mutter Eileen, geborene Barry, stammte aus Carrigrohane bei Cork und starb Anfang 1979 an Krebs.
John Lydon hat drei jüngere Brüder: James, Robert und Martin. James Lydon hatte von 1979 bis 1981 ebenfalls eine Band namens 4" Be 2". Die sechsköpfige Familie lebte bis 1967 in einer 2-Zimmer-Wohnung in einer Arbeitersiedlung auf der Benwell Road in Islington, die Lydon als „viktorianische Slumbehausung“ bezeichnete und die inzwischen abgerissen wurde. 1967 zog die Familie in die Neubausiedlung Six Acres Estate in Finsbury Park. Von 1970 an arbeitete Lydon in den Sommerferien mit seinem Vater auf Baustellen. In den Sommerferien 1975 jobbte er in einem Schulhort und leitete die Gruppe für Holzarbeiten, ihm wurde nach Beschwerden von Eltern über sein Äußeres aber wieder gekündigt. Das Angebot einer Ausbildung zum Erzieher schlug er zwar aus, gab aber später an, dass er höchstwahrscheinlich Erzieher oder Lehrer geworden wäre. Stattdessen erhielt er von dem Londoner Boutiquenbesitzer Malcolm McLaren Ende August 1975 das Angebot, Sänger der Sex Pistols zu werden.
Seit Ende 1974 lebte Lydon zeitweise in besetzten Häusern, im Laufe des Jahres 1977 wohnte er an verschiedenen Orten in London mit Freunden wie Sid Vicious und Jah Wobble zur Miete. Nachdem seine Band am 10. Oktober 1977 einen Plattenvertrag mit dem US-Konzern Warner Bros. abgeschlossen hatte, kaufte er sich Ende 1977 eine Eigentumswohnung in 45 Gunter Grove, Chelsea. 1981 zog Lydon nach New York, wo er sich in der West 18th Street in Manhattan eine große Loftwohnung mietete. Anfang 1984 zog John Lydon nach Kalifornien, zunächst in ein gemietetes Haus außerhalb von Pasadena. Seit 1986 besitzt er ein Haus in Marina del Rey, das früher der Schauspielerin Mae West gehört hat. Ihm gehört außerdem ein Wochenendhaus am 31962 Pacific Coast Highway westlich von Malibu.
John Lydon lebte seit Frühling 1977 mit der 15 Jahre älteren Nora Forster, Tochter des Tagesspiegel-Verlegers Franz Karl Maier und frühere Frau des Schlagersängers Frank Forster, in einer Beziehung. Nora Forsters 2010 verstorbene Tochter aus erster Ehe, Ariane, war Patenkind von Udo Jürgens und Sängerin der Punkband The Slits. Zur Frage, ob das Paar verheiratet war oder nicht, hat Lydon früher jeden Kommentar abgelehnt, Forsters Exmann hat dies in einem Interview mit dem Sunday Mirror aber verneint. Das Paar war jedoch seit 1979 verheiratet.
Zu einem Treffen mit Nora Forsters Vater Franz Karl Maier kam es nie. Weil ihre Mutter mit der Erziehung überfordert war, lebten seit 2000 Arianes Zwillingssöhne Pedro und Pablo bei John Lydon und Nora Forster in Los Angeles. Als Erstes schnitt Lydon den Zwillingen, die auf Jamaika in der Rastafari-Religion aufgewachsen waren, ihre Dreadlocks ab, weil er es für „grundfalsch“ hält, „Kindern Religionen aufzuzwängen.“
Bei Nora Forster wurde 2018 die Alzheimer-Krankheit diagnostiziert. Sie wurde von ihrem Ehemann und Pflegerinnen betreut und gepflegt. Sie starb im April 2023. Lydon widmete ihr das Lied Hawaii, mit dem er beim irischen Vorentscheid zum Eurovision Song Contest 2023 antrat.

## Sonstiges
- Der kanadische Sänger und Gitarrist Neil Young textete 1978 im Song Hey Hey, My My (Into the Black) auf seinem Album Rust Never Sleeps über Lydon: “Hey hey, my my / Rock and Roll can never die / […] The King is gone but he’s not forgotten / This is the story of a Johnny Rotten / It’s better to burn out than it is to rust / […]”
- John Lydon und Nora Forster entgingen nur dank eines Zufalls dem Lockerbie-Anschlag, bei dem 270 Menschen ums Leben kamen und der als bisher größter Terroranschlag in Europa gilt.
- In dem Skateboardvideo Sorry des Herstellers Flip spielt John Lydon den Kommentator und leitet die Parts der Skater ein.
- Nach dem Ende seiner Band Public Image Ltd gründete er 1993 mit seinem ehemaligen Schulfreund John „Rambo“ Stevens in Kalifornien die Produktionsfirma JRJL Productions Inc.,[58] die nach wie vor aktiv ist.